# Altenpflegehelfer

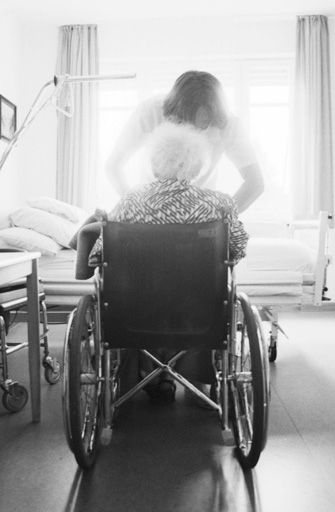
Bewohnerin eines Altenheims in München-Laim (1990)

Altenpflegehelfer ist ein Ausbildungsberuf, der aufgrund der demografischen Entwicklung zunehmend an Bedeutung gewinnt. Angehörige dieses Berufes unterstützen Altenpfleger und Krankenpfleger in der Pflege und Betreuung älterer Menschen.

## Tätigkeitsbereich

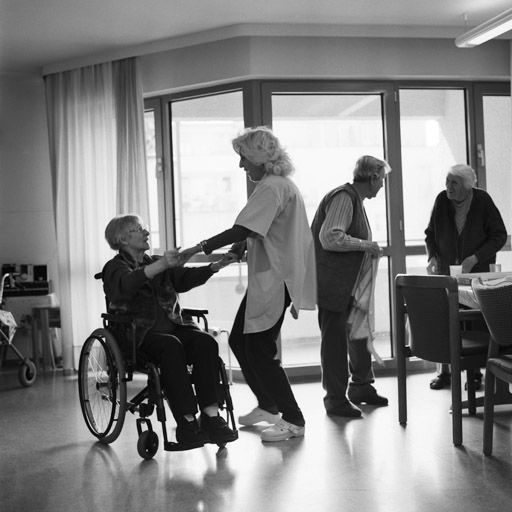
Altenheim 2005

Altenpflegehelfer arbeiten als Angestellte in stationären Einrichtungen (z. B. Alten- und Pflegeheim, Krankenhaus), Demenzwohngemeinschaft und Hospizen sowie in teilstationären Einrichtungen (z. B. Tagespflege) oder ambulanten Diensten (z. B. Sozialstation, Ambulante Pflegedienste). Arbeitgeber sind u. a. Awo, Caritas, Deutscher Paritätischer Wohlfahrtsverband, Deutsches Rotes Kreuz, Diakonie, Lebenshilfe und andere kommunale und private Träger. Teilweise bieten diese auch die entsprechende schulische Ausbildung an.

### Aufgaben
Altenpflegehelfer unterstützen alte Menschen bei der Körperpflege (Waschen, Duschen, Toilettengang), bei der Ernährung (Zubereiten und Aufnahme der Nahrung), in der Mobilität (An- und Auskleiden, Aufstehen und Zubettgehen, Umbetten), in der Haushaltsführung und begleiten sie bei Spaziergängen, Einkäufen oder Arztbesuchen. Sie bieten Gespräche an, regen zur Teilnahme an kulturellen Veranstaltungen an und helfen bei der Tagesgestaltung. Dabei ist die Hilfe so ausgerichtet, dass trotz altersbedingter Einschränkungen Selbstbestimmung und Eigenständigkeit so weit wie möglich erhalten bleiben. Für ihre Tätigkeit benötigen sie neben einer guten körperlichen Konstitution Einfühlungsvermögen, Geduld und Verantwortungsbewusstsein. Zu den Aufgaben gehören auch das Einschätzen einer Wunde, Erste Hilfe und das Übermitteln von Informationen an die Fachkraft bei Besonderheiten oder Auffälligkeiten.
Durch die Digitalisierung auch im Altenbereich können neue Aufgaben hinzukommen wie die Information alter Menschen über altersgerechte Assistenzsysteme (Ambient Assisted Living), die die Lebensqualität im Alter erhöhen, Videotelefonie über durchzuführende Pflegemaßnahmen (Telecaring), Einführung in der Nutzung von Pflegerobotern.

### Berufsaussichten
Wie allgemein in den Pflegeberufen sind die Berufsaussichten überdurchschnittlich gut.

## Ausbildung
In Deutschland ist die Ausbildung landesrechtlich geregelt. Rechtliche Regelungen liegen für die Bundesländer Baden-Württemberg, Bayern, Brandenburg, Bremen, Hamburg, Hessen, Mecklenburg-Vorpommern, Rheinland-Pfalz, Schleswig-Holstein und Thüringen vor (Stand April 2025). Zuständig sind die nach dem Bundesgesetz erlassenden Landesbehörden. Im April 2018 wurde ein neues Gesetz über die Berufe in der Altenpflege (Altenpflegegesetz) verabschiedet, in dem auch der Ausbildungsberuf des Altenpflegehelfers geregelt ist.
Die Ausbildung findet in Berufsfachschulen statt und dauert in Vollzeit ein bis zwei Jahre, in Teilzeit zwischen zwei und drei Jahren. Auch die Zulassungsvoraussetzungen sind in den verschiedenen Bundesländern unterschiedlich, häufiger wird der Hauptschulabschluss als Voraussetzung genannt. Die Ausbildung schließt mit einer staatlichen Abschlussprüfung ab. Sie gliedert sich in einen praktischen und einen theoretischen Teil. In Praktika werden Erfahrungen in den berufstypischen Arbeitsmethoden und die Abläufe in Einrichtungen der Altenhilfe gesammelt. Zu den theoretischen Inhalten gehören körperliche, psychische und soziale Veränderungen im Alter, altersbedingte und alterstypische Krankheiten, Methoden der Pflege und Unterstützung alter Menschen sowie die Planung und Dokumentation von Pflegeprozessen. Auch die Besonderheiten der Unterstützung von Menschen mit Demenz oder einer Behinderung und die Pflegesituation bei Schwerstkranken und sterbenden Menschen finden Berücksichtigung. Einen weiteren Bereich nehmen die Unterschiede zwischen stationärer und ambulanter Pflege ein sowie Informationen zu Trägern, Diensten und Einrichtungen der Altenpflegehilfe. Daneben werden einige allgemeinbildende Fächer, wie Deutsch, Wirtschafts- und Sozialkunde, gelehrt.
Die Finanzierung in der Zeit der Ausbildung ist unterschiedlich geregelt. Teilweise wird eine Ausbildungsvergütung gezahlt, teilweise sind Lehrgangsgebühren zu entrichten, die wiederum durch Bildungsgutscheine der Agentur für Arbeit abgedeckt sein können. Auch ist zur Absicherung der Lebenshaltungskosten die Beantragung von BAföG möglich.
Einige Ausbildungsstätten in Deutschland bieten spezielle Ausbildungsmöglichkeiten für Nichtmuttersprachler an. Parallel mit der Ausbildung zum Altenpflegehelfer werden sprachliche Kompetenzen vermittelt sowie durch das Unterrichtsfach Staatsbürgerkunde auf den Einbürgerungstest vorbereitet.
Auch eine Umschulung zum Altenpflegehelfer ist möglich. Wird sie in Vollzeit absolviert, nimmt sie in der Regel ein Jahr in Anspruch. Eine Förderung für Empfänger von Arbeitslosengeld I oder II ist grundsätzlich möglich.
In den Ausbildungsstrukturen in Österreich und Schweiz kommt das Berufsbild in Unterscheidung zum Altenpfleger nicht vor.

## Fort- und Weiterbildung
Fortbildungen sind z. B. möglich in Medizinischer Behandlungspflege oder in speziellen Pflegemethoden für alte und demente Menschen wie der Validation (Pflege). Zu einer höheren beruflichen Qualifikation führen die Weiterbildungen zum Haus- und Familienpfleger oder zum Altenpfleger.